# Yıldıray Baştürk
Yıldıray Baştürk [jɯldɯraj baʃtyrk] (* 24. Dezember 1978 in Herne) ist ein ehemaliger deutsch-türkischer Fußballspieler.

## Sportliche Laufbahn

### Vereinskarriere
Der Sohn eines Bergmanns begann seine Fußballkarriere bei den Sportfreunden Wanne-Eickel. Als Jugendlicher spielte Baştürk für die SG Wattenscheid 09, aber den Durchbruch schaffte er durch den Bundesligaaufstieg mit dem VfL Bochum, mit dem er auch im UEFA-Pokal spielte. Durch den Wechsel zu Bayer 04 Leverkusen konnte er sich endgültig durchsetzen. 2002 zog er mit Bayer Leverkusen als erster türkischer Fußballer ins Champions-League-Finale ein, wurde Vizemeister in der Bundesliga, zog ins Pokalfinale ein und wurde mit der türkischen Nationalmannschaft Dritter bei der WM 2002 in Japan und Südkorea.
Im Juli 2004 wechselte er zu Hertha BSC. Er zählte dort zu den Stammkräften und wurde zum Herthaner der Saison 2005/06 gewählt. Zur Saison 2007/08 wechselte er ablösefrei zum VfB Stuttgart und unterschrieb einen Dreijahresvertrag mit einer Option zur Verlängerung. Es wurde seine letzte Station im deutschen Oberhaus, die er nach zweieinhalb Jahren verließ.
Am 27. Januar 2010 wechselte Baştürk ablösefrei zu den Blackburn Rovers. Bei seinem neuen Klub war er in der Premier League jedoch nur zu einem einzigen Einsatz am 24. April 2010 im Spiel gegen die Wolverhampton Wanderers gekommen, bevor der Vertrag zum Saisonende 2009/10 auslief und nicht verlängert wurde. Im folgenden Jahr war er vereinslos und beendete im Mai 2011 seine Karriere.

### Auswahleinsätze
Baştürks Familie war aus Bartın im Nordwesten der Türkei nach Deutschland eingewandert. Er besitzt neben der türkischen auch die deutsche Staatsangehörigkeit und entschied sich, für die türkische Nationalmannschaft zu spielen. Höhepunkt seiner Karriere in der Nationalmannschaft war das Abschneiden der Türkei als Dritter bei der WM 2002 in Japan und Südkorea. Baştürk war als Leistungsträger des Champions-League-Finalisten Bayer Leverkusen einer der Stammspieler seines Landes und lief in jedem Spiel auf. 2003 erreichte er mit der Türkei das Halbfinale des FIFA-Konföderationen-Pokal 2003 und das Team wurde erneut bei einem FIFA-Turnier Dritter. Der damalige Trainer der türkischen Nationalmannschaft, Fatih Terim, nominierte Baştürk nicht für die Europameisterschaft 2008. Baştürk entschied daraufhin, nicht mehr für die türkische Nationalmannschaft zu spielen, solange diese von Terim trainiert werde. Auch nach Terims Rücktritt wurde er nicht mehr in die Nationalmannschaft berufen. Sein letztes Spiel für die Nationalelf machte er Anfang 2008. In den insgesamt 49 Auftritten gelangen ihm zwei Tore.

### Erfolge
- 3. Platz bei der WM 2002 mit der Türkei
- 3. Platz beim Confed Cup 2003 mit der Türkei
- Vizemeister mit Bayer 04 Leverkusen in der Bundesliga-Saison 2001/2002
- DFB-Pokal-Finalist mit Bayer 04 Leverkusen DFB-Pokal 2001/2002
- Champions-League-Finalist mit Bayer 04 Leverkusen 2001/2002

## Weiterer Werdegang
Seit 2014 ist Baştürk einer von drei Geschäftsführern einer Immobilienfirma in Bochum.